# Marina B. Neubert
Marina B. Neubert (geboren 1968 in Lemberg, Ukrainische Sozialistische Sowjetrepublik) ist eine deutsche Schriftstellerin.

## Leben
Marina Borovik Neubert wuchs zweisprachig, deutsch und russisch, in Lemberg und Moskau auf, wo sie anfing zu studieren. Sie emigrierte Anfang der 1990er Jahre nach San Francisco, wo sie studierte und eine Auszeichnung, „Award of Merit“, der Stadt San Francisco erhielt. Sie studierte dann Literaturwissenschaft, Germanistik und Journalistik in Hannover. Sie lebt in Berlin.
Neubert hat (Stand 2022) ein Jugendbuch und zwei Romane veröffentlicht. Sie wurde 1996 mit dem Axel-Springer-Preis für junge Journalisten für ihr Hörfunkfeature Erinnerungen ausgezeichnet.

## Werke (Auswahl)
- Bella und das Mädchen aus dem Schtetl. Illustrationen Lina Bodén. Ariella Verlag, Berlin 2015, ISBN 978-3-945530-04-7
- Kaddisch für Babuschka. AvivA Verlag, Berlin 2018, ISBN 978-3-932338-70-0
- Was wirklich ist. AvivA, Berlin 2022, ISBN 978-3-949302-06-0